# سولیوف
سولیوف (به لاتین: Sulejów) یک شهرک در لهستان است که در شهرستان پیوترکوف واقع شده‌است.

## خصوصیات
سولیوف ۲۶٫۲۵ کیلومترمربع مساحت و ۶٬۳۸۷ نفر جمعیت دارد.

## نگارخانه

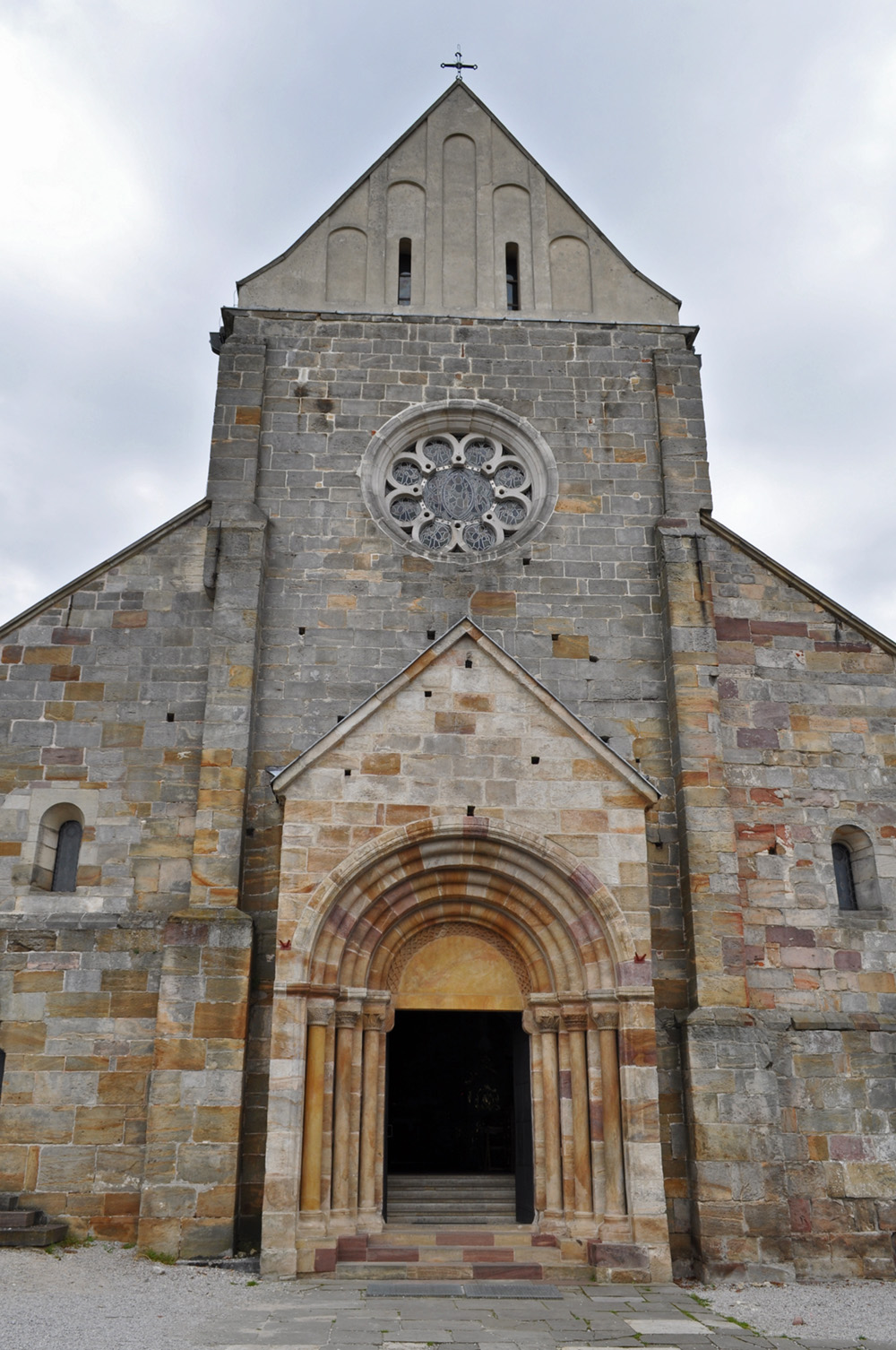
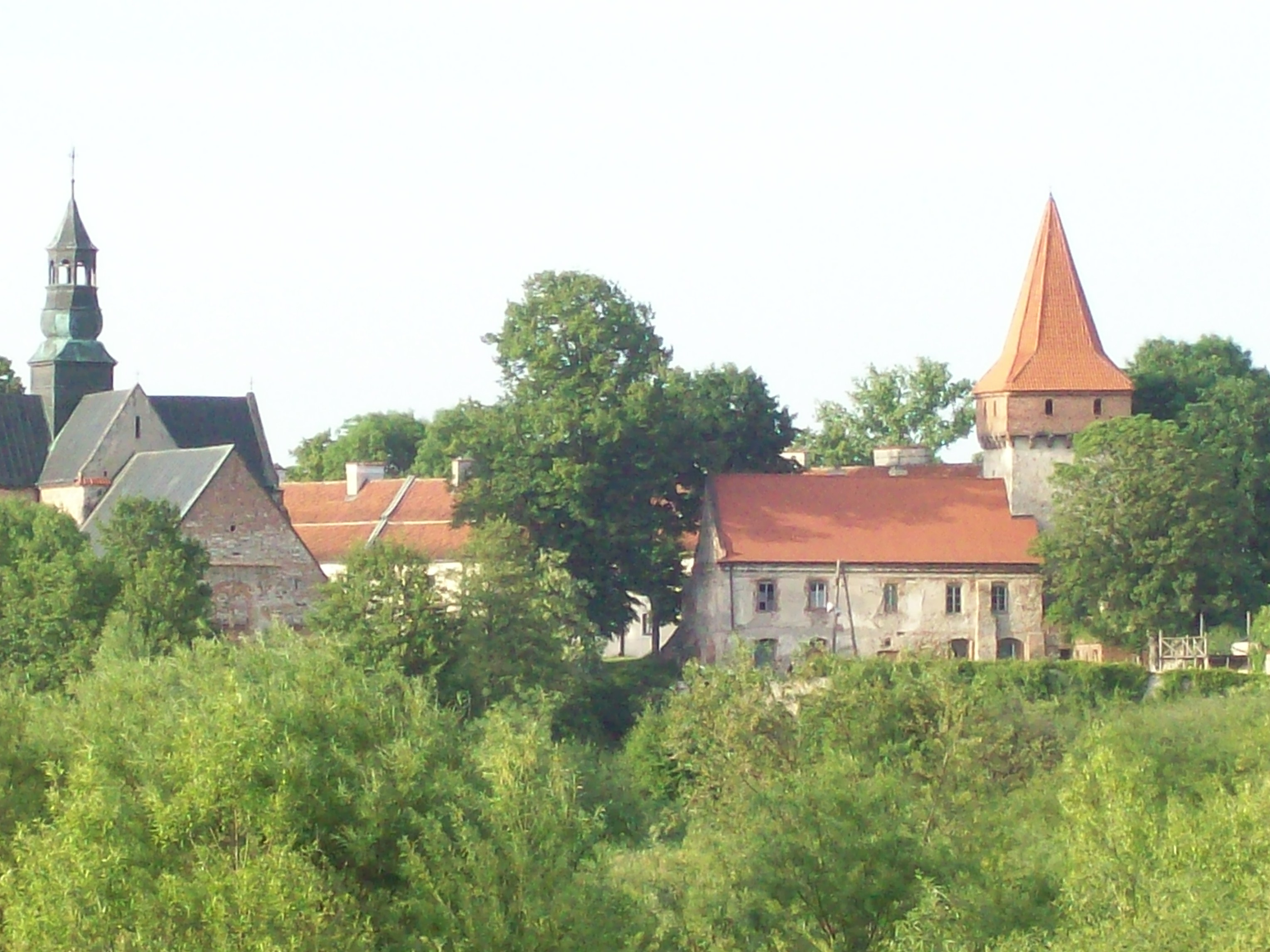
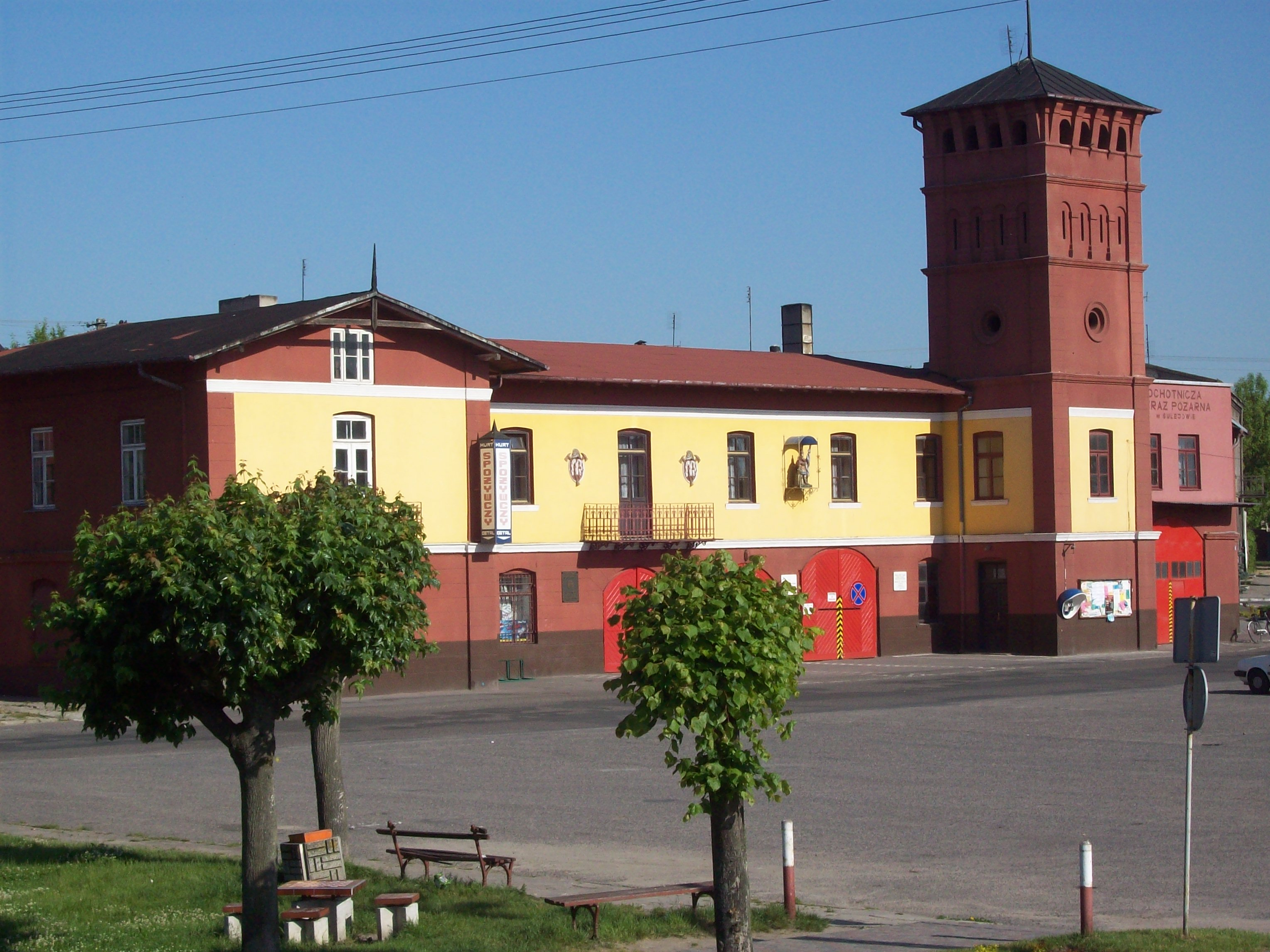
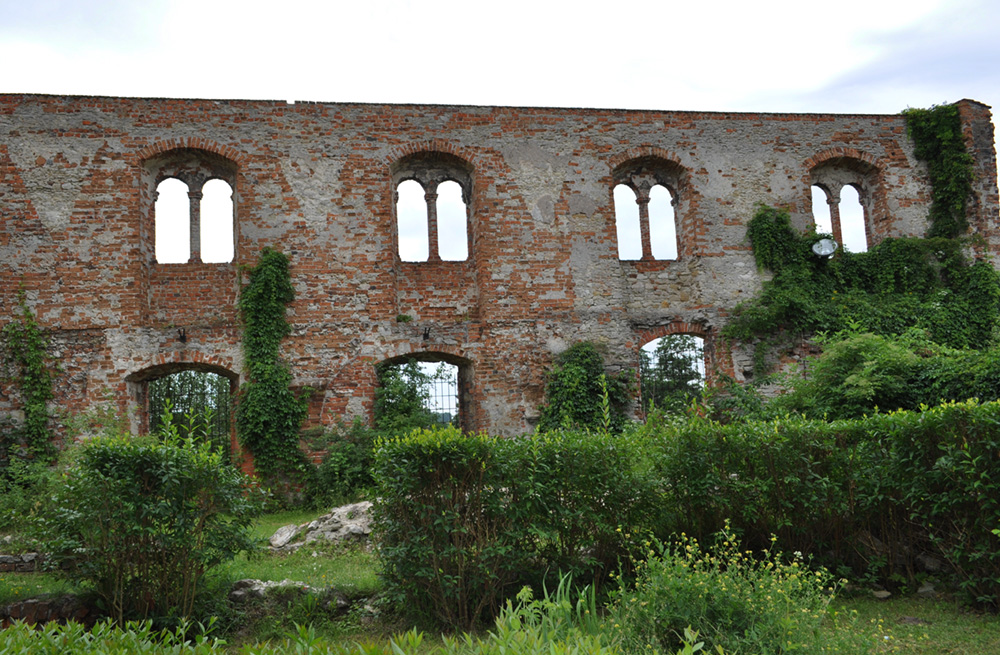